# Itelvina Massioli
Itelvina Maria Masioli conocida también como Itelvina Massioli  o Itelvina Masioli es una pedagoga activista brasileña dirigente del Movimiento de los Trabajadores Rurales Sin Tierra (MST) defensora del feminismo campesino popular. Forma parte de la Articulación Nacional de las Mujeres Trabajadoras Rurales, grupo fromado por cerca de 20 movimientos organizados y grupos autónomos de mujeres del campo. Proviene del asentamiento  Antônio Conselheiro, en Mato Grosso.

## Feminismo campesino popular
Considera que no es posible hablar de soberanía alimentaria, ni de otro modelo de agricultura o de sociedad sin el protagonismo activo de las mujeres, recordando que en la actualidad las mujeres producen más del 81% de todos los alimentos en el mundo. Por otro lado plantea la necesidad de ver la lucha de clases desde una perspectiva feminista y que la construcción del socialismo no es posible sin antes acabar con la violencia de género y todas las demás formas de discriminación.

"Hoy empezamos a hablar no solo de la necesidad de la construcción de nuevas relaciones sociales de género.  Hemos discutido con mucha fortaleza el tema de la paridad, que la lucha de género es una lucha codo a codo con la lucha de clase; pero más que eso, hoy empezamos una reflexión acerca del feminismo.  Y a decir que es imposible pensar en la construcción del socialismo sin hablar del feminismo, como esta propuesta política que va más allá en la búsqueda de la construcción de la igualdad, de la justicia, de la participación efectiva y el protagonismo de las mujeres.  Esto es un reflejo del acumulado en estos años y de la experiencia del movimiento de mujeres y de la lucha en nuestras organizaciones".
Itelvina Massioli. 15 años de articulación y lucha (2009)[1]

Massioli defiende que la participación de los movimientos feministas en el FSM ha sido decisiva. "Con certeza las mujeres hemos elevado el nivel político de la organización campesina en nuestro Continente, por la capacidad de intervención y de traer los temas feministas al interior del movimiento campesino" (2009)
El feminismo campesino popular, considera Massioli, no solo busca la inclusión de las mujeres del campo, sino de todos los grupos de personas que son discriminadas.

## Publicaciones
- 2004 Massioli, Itelvina; Vicente, Lurdes (2004) Como avançar na participaçao e na construçao de novas relaçoes de gênero no MST. Sao Paulo, documento inédito.
- 2006 Massioli, Itelvina Por que a Açao da Via Campesina na Aracruz incomodou tante gente? Jornal Sem Terra. Abril